# Palais de Kačina
 (février 2025).
 (mai 2024).
Le Palais de Kačina est un château de style Empire situé à Svatý Mikuláš, dans la région de Bohême centrale en République tchèque. Il est protégé en tant que monument et bien culturel national en 1945. De nos jours, le palais est devenu un musée national consacré à l'agriculture.

## Description
Le palais est construit dans le vaste parc conçu en 1789 par le botaniste viennois Nikolaus Joseph von Jacquin, en pleine campagne tchèque, près du village de Svatý Mikuláš.

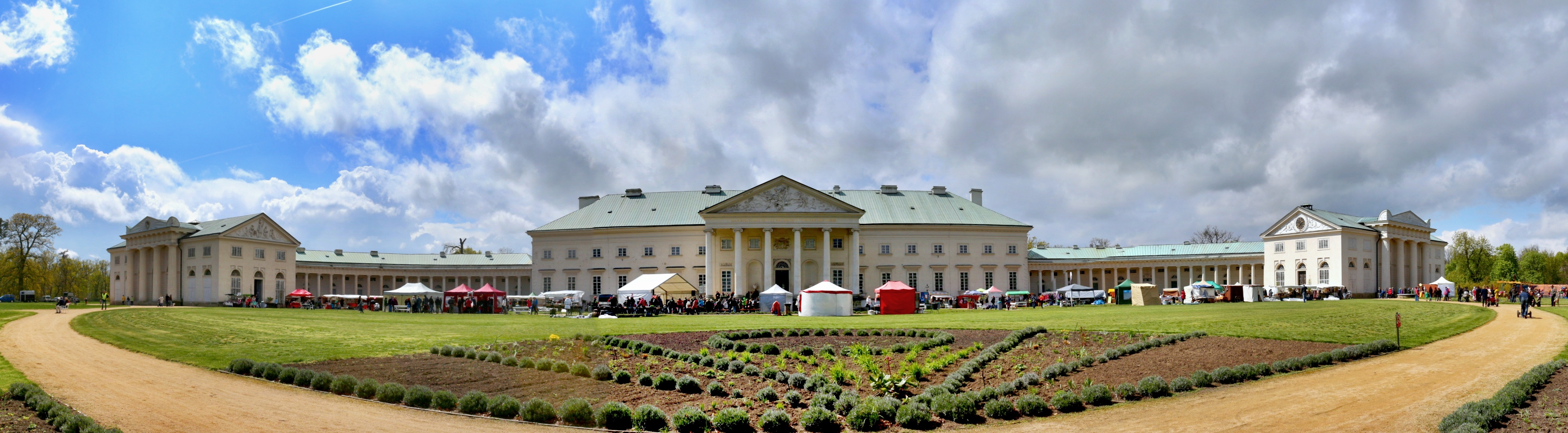
Le Palais de Kačina

La partie centrale du palais comprend un large bâtiment à deux étages constitué d'un portique de style classique avec six colonnes et est également décoré d'un tympan. Les deux ailes du palais relient lesdeux pavillons. Le complexe comporte une bibliothèque, une chapelle, une salle de bal, une serre, un théâtre et des espaces de vie. L'ensemble du palais mesure 227 mètres de long.

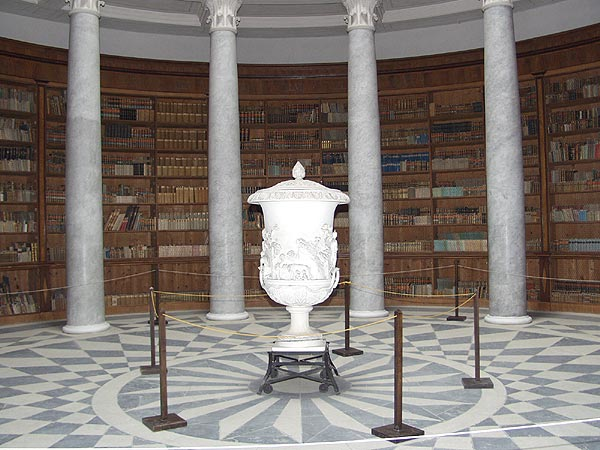
La bibliothèque avec plus de 40 000 livres

## Histoire
Le palais de Kačina débute sa construction 1806 à 1824 en tant que demeure de la famille du burgrave du royaume de Bohême et président du gouvernorat, Jan Rudolf Chotek (1748-1824). Le projet architectural est élaboré d'abord par l'architecte royal saxon Christian Franz Schuricht (1753-1832) de Dresde. Puis au cours des dernières années de construction, Johann Philipp Jöndl (1782–1870) se joint à sa construction. Ce dernier a par ailleurs grandement influencé l’aspect final du château, avec son style empire.

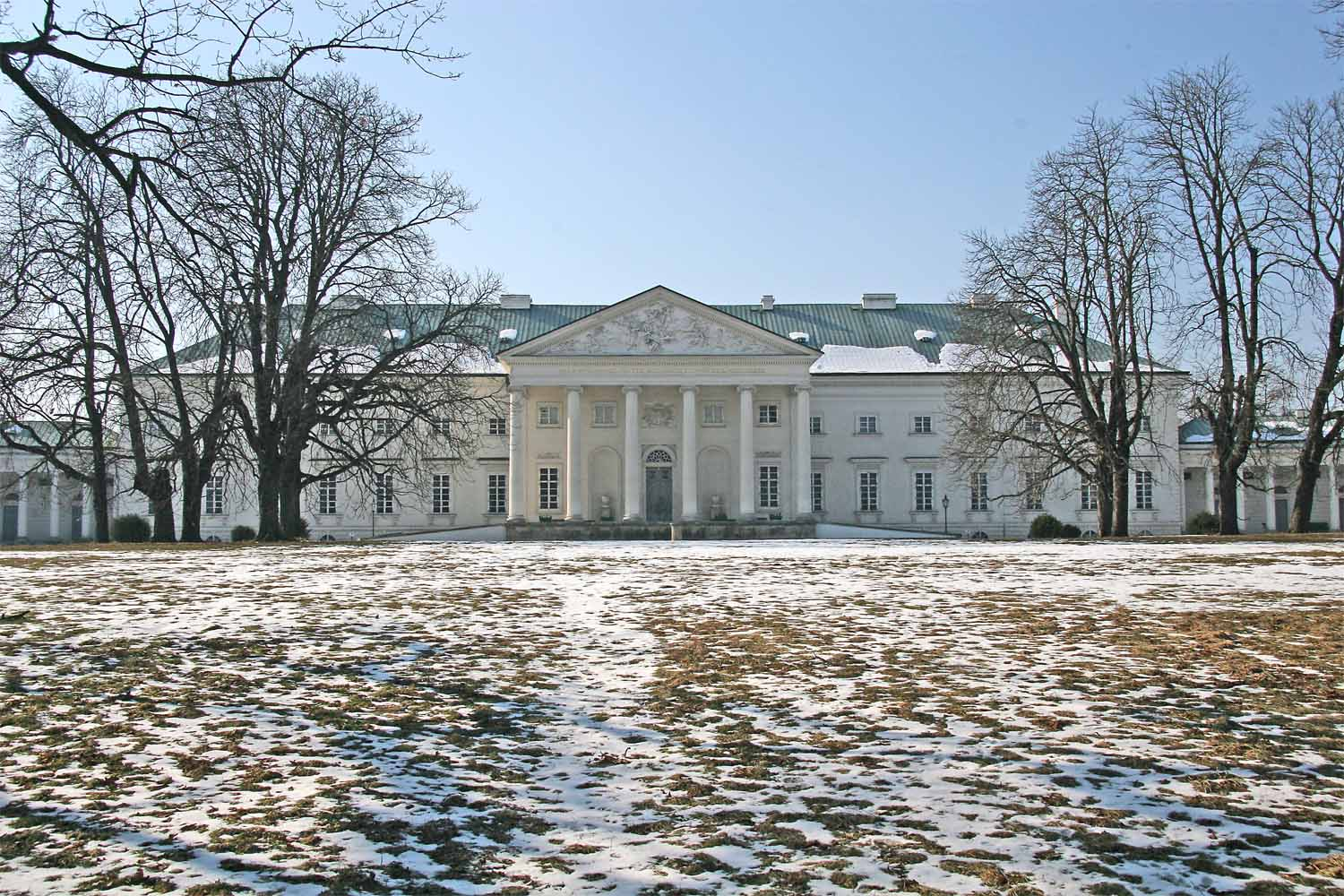
La façade principale du Palais de Kačina, sous la neige